# Giuliano Manacorda
Giuliano Manacorda (Roma, 16 novembre 1919 – Roma, 26 agosto 2010) è stato un critico letterario italiano.

## Biografia
Fu docente di Storia della Letteratura Italiana Moderna e Contemporanea presso la facoltà di Lettere dell'Università degli Studi di Roma "La Sapienza".
Era fratello dello storico Gastone e del pedagogista Mario Alighiero: insieme formarono una illustre famiglia di intellettuali comunisti che hanno segnato la storia degli studi marxisti italiani. In particolare, Giuliano Manacorda fu il primo a impostare l'analisi della letteratura italiana del Novecento in base al metodo marxista. Si distinse quale autore di importanti volumi sulla letteratura del Novecento, a partire da Storia della letteratura italiana contemporanea, pubblicata da Editori Riuniti nel 1967, quindi aggiornata più volte nel corso degli anni, fino ad arrivare agli anni novanta.
Curò monografie su poeti e narratori del secondo dopoguerra, e pubblicò diversi studi sulla letteratura italiana intorno agli anni trenta, come anche sulle riviste letterarie fiorite nel primo Novecento (Solaria, La Ronda, Il Baretti) e più recenti (Altri Termini, Il Bimestre, Nostro Tempo). Sua anche la redazione del volume Marxismo e letteratura di Antonio Gramsci (Editori Riuniti, 1976).
Diverse sono state le collane editoriali da lui avviate e dirette, dalla Biblioteca dell'Argileto (Roma, poi passata alle foggiane Edizioni Bastogi) a I david, ancora per Editori Riuniti, da Le istituzioni culturali per l'editore napoletano Liguori, a Ottocento italiano (diretta con Riccardo Reim, per i tipi della Lucarini), fino a Riprese, collezione incentrata sugli autori del primo Novecento (Edizioni Empiria, Roma). Con Francesco De Nicola curò, nel corso degli anni novanta, l'annuario I Limoni (Edizioni Caramanica, Marina di Minturno), sulla poesia italiana contemporanea.
Manacorda inoltre recensì diversi libri sia in campo poetico che artistico. Fu fondatore dell'Archivio Letterario del Novecento, sempre presso l'Università "La Sapienza".

## Opere principali
- Storia della letteratura italiana contemporanea (1940-1965), Roma, Editori Riuniti, 1967
- Montale, Firenze, La Nuova Italia, 1969
- Vent'anni di pazienza, Firenze, La Nuova Italia, 1972
- Dalla Ronda al Baretti, Roma, Argileto, 1973
- Invito alla lettura di Carlo Cassola, Milano, Mursia, 1973
- Letteratura e cultura nel periodo fascista, Milano, Principato, 1974
- Storia della letteratura italiana contemporanea (1940-1975), Roma, Editori Riuniti, 1977
- Lettere a Solaria, Roma, Editori Riuniti, 1979
- Storia della letteratura italiana tra le due guerre 1919-1943, Roma, Editori Riuniti, 1980
- Momenti di letteratura italiana degli anni trenta, Foggia, Bastogi, 1981
- Letteratura italiana d'oggi 1965-1985, Roma, Editori Riuniti, 1987
- Letteratura nella storia. Saggi critici dall'Ottocento ai contemporanei (2 voll.), Caltanissetta-Roma, Sciascia, 1989
- Storia della letteratura italiana. Dalle origini al Quattrocento, Roma, Newton Compton, 1995, ISBN 8881830612
- Storia della letteratura italiana. Dal Cinquecento al Settecento, Roma, Newton Compton, 1995
- Storia della letteratura italiana. Ottocento e Novecento, Roma, Newton Compton, 1995, ISBN 8881832682
- Storia della letteratura italiana contemporanea (1940-1996) (2 voll.), Roma, Editori Riuniti, 1996
- Storia della letteratura italiana 1900-1940, Roma, Editori Riuniti, 1999
- Storia della letteratura italiana, Roma, Newton Compton, 2004, ISBN 8854100072 (riedizione in un unico volume dei tre pubblicati in precedenza per la stessa Casa editrice)